# خلع الإصبع
يؤدي تحرك أحد مفاصل الإصبع الثلاثة من مكانه إلى خلع الإصبع، ومن أعراضه الشائعة حدوث اعوجاج واضح في الإصبع وتورمه بالاضافة إلى الألم. وتشمل المضاعفات إصابة الأربطة أو الأوتار، مما قد يؤدي إلى عدم الاستقرار أو تَشَوُّهُ العُرْوَة.
من الأسباب الشائعة، الرياضات التي تعتمد على استخدام الكرات والجمباز، والتي تُجبِر على ثني الإصبع للخلف. يشمل هذا الخلع؛ خلع المفصل بين السلاميات البعيدة (DIP)، وخلع المفصل بين السلاميات القريبة (PIP)، وهو الأكثر شيوعًا، وخلع المفصل السنعي السلامي (MCP)، أما المفصل الأكثر عرضة لخلع MCP فهو مفصل الإبهام. يُشخص الخلع عن طريق التصوير بالأشعة السينية، ويُصنف الخلع إلى ظهرانيّ، أو راحيّ، أو جانبيّ، بناءً على موضع العظم الأبعد عن الجسم.
يُعالج خلع الإصبع بإرجاع المفصل، من خلال سحب الإصبع، ويُجرى ذلك بعد التخدير الدائري للإصبع المصاب؛ ولكن هذا ليس ضروريًا في كل الحالات. يُستخدم التصوير بالأشعة السينية بعد ذلك للتحقق من نجاح العملية، ثم يجري تجبير الإصبع أو تثبيت الإصبع المخلوع بالإصبع السليم المجاور مدة أسبوع أو أسبوعين. يوصى بإزالة الجبيرة لتحريك الإصبع كل يوم. عند وجود كسر أو عدم استقرار، يصبح العلاج أكثر تعقيدًا. يعتبر خلع الأصابع أمرًا شائعًا،  ويحدث غالبًا في أواخر سن المراهقة.